# Stephan Selzer
Stephan Selzer (* 4. September 1968 in Kiel) ist ein deutscher Historiker und Hochschullehrer.
Stephan Selzer legte 1988 das Abitur ab und studierte von 1988 bis 1992 an der Christian-Albrechts-Universität zu Kiel Mittlere und Neuere Geschichte. Anschließend war er bis 1995 wissenschaftliche Hilfskraft am DFG-Forschungsprojekt „Hanse und Flandern“. Von 1995 bis 1998 war er Promotionsstipendiat der Studienstiftung des deutschen Volkes und wurde in Kiel promoviert von Werner Paravicini mit der Arbeit Deutsche Söldner im Italien des Trecento zum Dr. phil. 2000 wurde Stephan Selzer wissenschaftlicher Assistent an der Professur für Mittelalterliche Geschichte bei Andreas Ranft an der Martin-Luther-Universität Halle-Wittenberg. Dort habilitierte er sich 2006 mit einer wirtschaftsgeschichtlichen Darstellung zur Farbe Blau im Spätmittelalter. 2008 erfolgte seine Ernennung als Professor für Mittelalterliche Geschichte an der Helmut-Schmidt-Universität in Hamburg.
Seine Forschungsschwerpunkte sind die Sozialgeschichte des europäischen Adels, die Wirtschaft, Gesellschaft und Kultur der spätmittelalterlichen Städte sowie die Farben und Farbstoffe im mittelalterlichen Europa.

## Schriften (Auswahl)
- Die mittelalterliche Hanse. Wissenschaftliche Buchgesellschaft, Darmstadt 2010, ISBN 978-3-534-20377-2.
- Ökonomie einer Farbe im spätmittelalterlichen Reich (= Monographien zur Geschichte des Mittelalters. Band 57). Hiersemann, Stuttgart 2010, ISBN 978-3-7772-1029-2 (Zugleich: Halle-Wittenberg, Universität, Habilitations-Schrift, 2006; Rezension).
- Deutsche Söldner im Italien des Trecento (= Bibliothek des Deutschen Historischen Instituts in Rom. Band 98). Niemeyer, Tübingen 2001, ISBN 978-3-484-82098-2 (Zugleich: Kiel, Universität, Dissertation, 1999; Rezension).